# Хорват, Янош (ум. 1394)
Янош (Иван) Хорват (хорв. Ivan Horvat; венг. Horváti János; ок. 1340 — 15 августа 1394) — хорвато-венгерский дворянин, который служил в качестве бана Мачвы с 1376 по 1381 и с 1385 по 1386 год.

## Биография
Представитель хорватского дворянского рода Хорват. Сын Питера Хорвата, брата Ладислава и Павла, епископа Загребского, племянник Яноша Палижны, бана Хорватии и Славонии.
Янош Ховрват дважды занимал должность бана Мачвы (1376—1381, 1385—1386).
Вместе со своим дядей Янош Хорват возглавил восстание против королевы Марии и ее матери и регента Елизаветы Боснийской. Он помог королю Неаполя Карлу III свергнуть Марию и принять венгерскую корону в конце 1385 года. Вскоре королева Елизавета приказала убить Карла. В 1386 году Янош Хорват и его дядя захватили двух королев в Горжани и заключили их в тюрьму. Елизавета была задушена по приказу дяди Хорвата, а Мария в конце концов была освобождена её мужем Сигизмундом Люксембургским, который недавно был коронован королем Венгрии. Союзником Хорвата был двоюродный брат Елизаветы, король Боснии Твртко I, который назначил его и его братьев губернаторами Усоры. Сам Янош Хорват также получил город Омиш от короля Твртко. Однако Твртко умер в 1391 году, и через три года Хорват был захвачен в плен королем Венгрии Сигизмундом. Затем Сигизмунд и Мария отомстили за смерть матери, жестоко казнив Яноша Хорвата в Пече 15 августа 1394 года.